# Paul Burnell
Pas d'image ? Cliquez ici

a Compétitions nationales et continentales officielles uniquement.

b Matchs officiels uniquement.
Paul Burnell, né le 29 septembre 1965 à Édimbourg (Écosse), est un joueur international écossais de rugby à XV évoluant au poste de pilier (1,85 m et 109 kg).

## Biographie
Paul Burnell naît le 29 septembre 1965 à Édimbourg en Écosse,,.
Le 4 février 1989, il dispute son premier test match avec l'équipe d'Écosse contre l'équipe d'Angleterre. 
Il participe à trois éditions de la Coupe du monde, en 1991 (6 matchs), 1995 (3 matchs) et 1999 (2 matchs).
En 1993, il dispute un test match avec les Lions britanniques lors de leur tournée en Nouvelle-Zélande,.
Il dispute son dernier test match avec le XV du Chardon le 24 octobre 1999 contre l'équipe de Nouvelle-Zélande. Peu de temps après ce dernier match international, il rejoint la France et le club de l'AS Montferrand où il joue jusqu'à sa retraite sportive en 2001,.

## Palmarès

### En club
- Vainqueur de la Coupe de la Ligue en 2001 avec l'AS Montferrand.

### En équipe nationale
- 52 sélections avec l'équipe d'Écosse
- Sélections par années : 5 en 1989, 5 en 1990, 11 en 1991, 4 en 1992, 5 en 1993, 7 en 1994, 4 en 1995, 2 en 1998, 9 en 1999
- Tournois des Cinq Nations disputés: 1989, 1990, 1991, 1992, 1993, 1994, 1995, 1998, 1999
- Vainqueur du Tournoi en 1990 et 1999.